# 오준영 (1889년)
오준영(吳駿泳, 1889년 11월 1일 ~ ?)은 일제강점기 초기의 경찰이다.

## 생애
한성부에 설치된 국립 초등학교인 관립소학교 고등과를 1898년에 졸업하여 일찍 신교육을 받았다. 1907년에는 사립학교인 경찰습문학교를 졸업하여 경찰계와 인연을 맺게 되었다.
1908년에는 애국계몽 운동 계열에서 설립한 사립학교인 보광학교 일어과에서 일본어를 수학했다. 그해 통감부 경무국에 통역생으로 채용되어 전라남도 순천경찰서에 발령받았다.
1910년에는 한일 병합 조약이 체결되어 조선총독부 소속으로 이동했고, 전남 여수경찰서와 제주경찰서에서 차례로 근무했다. 1912년에 한국병합기념장을 받았으며, 최종 계급은 경부였다.
2008년 공개된 민족문제연구소의 친일인명사전 수록예정자 명단 중 경찰 부문에 포함되었다.

## 참고 자료
- 오준영(吳駿泳) - 국사편찬위원회